# Grimslöv
Grimslöv is een plaats in de gemeente Alvesta in het landschap Småland en de provincie Kronobergs län in Zweden. De plaats heeft 638 inwoners (2005) en een oppervlakte van 71 hectare.

## Verkeer en vervoer
Bij de plaats loopt de Riksväg 23.